# Raketen
Raketen är en kortare danslek som förekommer vid dans kring midsommarstången eller julgranen. Raketen görs ofta som avslutning av dansandet. Alla som står i ringen börjar långsamt att klappa med händerna samtidigt som man svänger med armarna mellan axlarna. Sedan ökar man tempot i klappandet och börjar ibland stampa med fötterna i marken. Dansleken avslutas med att alla kastar armarna uppåt, hoppar och simulerar ett ljud föreställande en raket som lyfter. Man talar även ibland om att "klappa raketen".